# Jesús Soler
Jesús Miguel Soler Rodríguez (Monzón, Huesca, 1955) pintor español.
Entre otros méritos, Soler tiene el premio Nacional de las Artes Alfonso IV, miembro de la Academia de Artes y Letras de Portugal, del Instituto Preste Joao de Etiopía, de la Academia Portuguesa Ex-Libris y doctor honoris causa de Bellas Artes por la Universidad de São Paulo.